# Senato dell'impero romano
Il Senato dell'Impero Romano era un'istituzione politica nell'antico Impero Romano. Dopo la fine della Repubblica romana, l'equilibrio costituzionale del potere fu spostato dal Senato all'imperatore. Cominciando con il primo imperatore, Augusto, l'imperatore e il Senato avevano teoricamente gli stessi poteri. In pratica, tuttavia, l'autorità del Senato imperiale era trascurabile, poiché l'imperatore deteneva il vero potere dello Stato. Come tale, l'appartenenza al Senato divenne ricercata da persone che volevano ottenere prestigio e aumentare il loro status sociale, piuttosto che l'autorità in sé. Durante il governo dei primi imperatori, i poteri legislativi, giudiziari ed elettorali furono trasferiti dalle assemblee al Senato. Tuttavia, dal momento che l'imperatore aveva il controllo assoluto sul Senato, questo funse da veicolo attraverso il quale l'imperatore esercitava i suoi poteri autocratici.

## Storia

### Riforme di Augusto
Il primo imperatore, Augusto, trovò un Senato in cui il numero di membri era stato aumentato a 900 dal suo predecessore, il dittatore Giulio Cesare. Augusto cercò di ridurre le dimensioni del Senato e lo fece attraverso tre revisioni alla lista dei senatori. Completate queste revisioni, il Senato fu ridotto a 600 membri, ma dopo questa modifica le dimensioni del Senato non furono più drasticamente alterate. Per ridurre il numero di membri del Senato, Augusto espulse i senatori che erano di nascita plebea, e poi modificò le regole che specificavano come un individuo potesse diventare un senatore. Secondo le riforme di Augusto, un senatore doveva essere un cittadino di nascita libera e con reddito di almeno 1 000 000 di sesterzi.

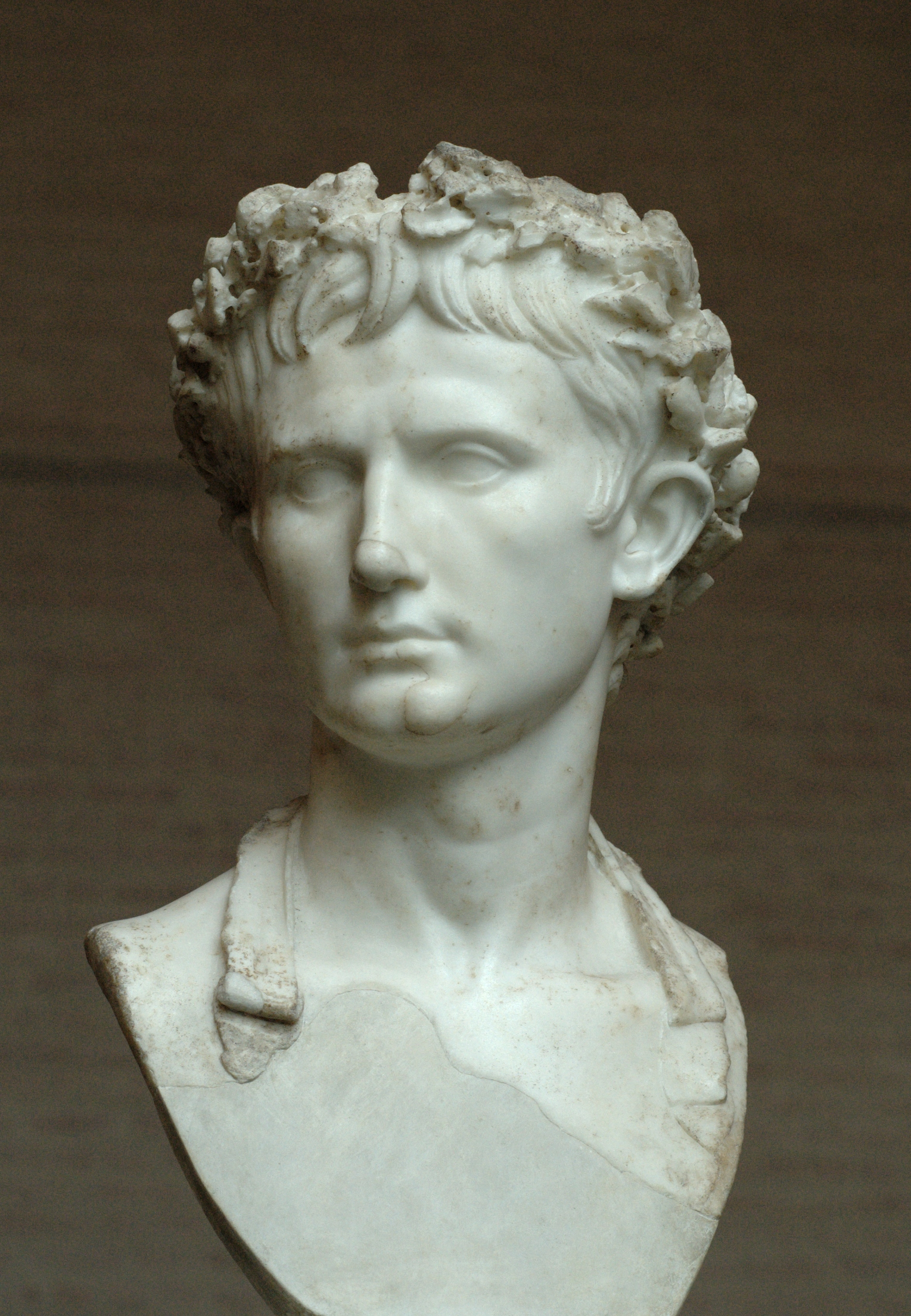
Busto di Augusto con indosso la corona civica; Monaco, Gliptoteca

### Nomine
Nell'Impero, come anche durante la tarda repubblica, un individuo avrebbe potuto diventare senatore venendo eletto Questore (un magistrato con compiti finanziari). Durante l'Impero, tuttavia, si poteva arrivare alla Questura solo tramite elezioni effettuate tra cittadini di rango senatorio, e per essere di quel rango, un individuo doveva essere figlio di un senatore. Se un individuo non era di rango senatorio c'erano due modi per diventare senatore. Il primo stabiliva che l'imperatore dovesse dare il permesso per candidarsi alla Questura, mentre il secondo diceva che l'imperatore avrebbe potuto emanare un decreto per portare l'individuo al Senato (la adlectio).
A partire dal 9 a.C. un elenco ufficiale dei senatori (l'album senatorium) fu mantenuto e rivisto ogni anno. Gli individui venivano aggiunti alla lista se avevano i requisiti per l'ingresso nel Senato, e ne venivano rimossi se non erano più in possesso di quelli. L'elenco nominava ogni senatore per ordine di rango. L'imperatore era sempre superiore di grado rispetto a tutti i suoi colleghi senatori, ed era seguito dai consoli (i magistrati di grado più elevato) ed ex consoli, poi dai Pretori (il secondo grado di importanza in magistratura) e gli ex pretori, e così via. La permanenza in carica di un senatore eletto venne determinata in base al rango, mentre i senatori che erano stati eletti ad una carica non avevano necessariamente il rango più alto dei senatori nominati alla stessa carica dall'imperatore. Nell'impero il potere che l'Imperatore aveva sul Senato era assoluto, il che è dovuto, in parte, al fatto che l'Imperatore rimaneva in carica tutta la vita.

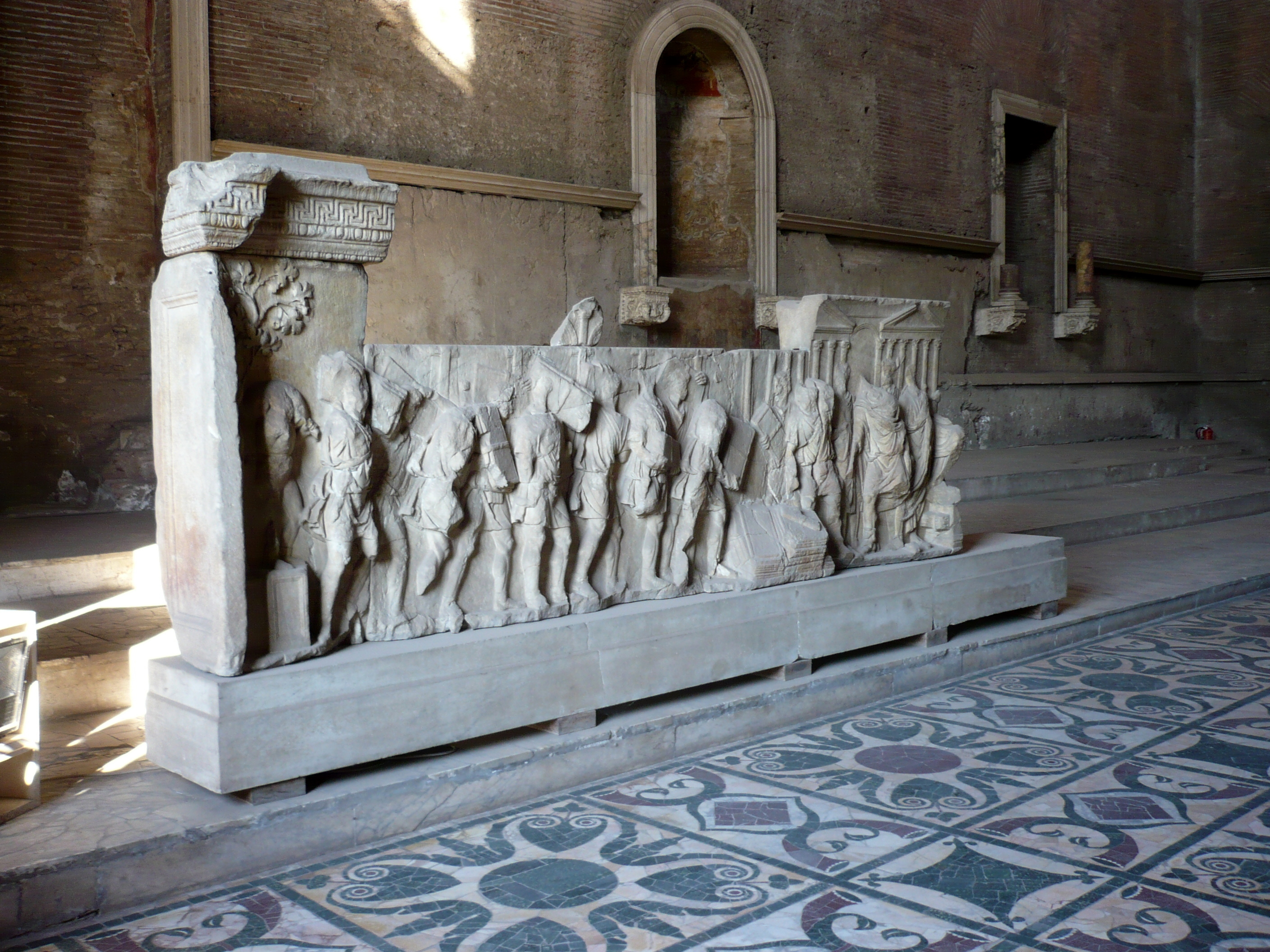
Interno della Curia Iulia, dove erano conservate l'ara e la statua della Vittoria.

### Funzionamento
Durante le riunioni del senato l'imperatore si sedeva tra i due Consoli e di solito agiva come il presidente della riunione. I Senatori della prima età imperiale potevano porre domande estranee o esigere che fosse compiuta una determinata azione da parte del Senato. I Senatori di rango più alto parlavano prima di quelli di rango basso, anche se l'imperatore poteva parlare in qualsiasi momento. Oltre all'imperatore, anche i consoli ed i pretori avrebbero potuto presiedere il Senato.
Il Senato ordinariamente si riuniva nella Curia Iulia, di solito alle calende (il primo giorno del mese) ed alle Idi (intorno al quindicesimo giorno del mese), sebbene gli incontri programmati si verificassero più frequentemente nei mesi di settembre ed ottobre. Altri incontri si svolgevano su un piano ad hoc. Sotto Augusto, il quorum venne fissato a 400 senatori, anche se alla fine l'eccessivo assenteismo costrinse il Senato a ridurre il numero di senatori necessari, e, su alcune questioni, di revocare le regole del quorum del tutto. La maggior parte dei disegni di legge che venivano presentate prima al Senato erano esposti dall'imperatore, che di solito nominava una commissione per redigere ogni disegno di legge prima di presentarlo. Poiché nessun senatore avrebbe potuto candidarsi alle elezioni per un ufficio di magistratura senza l'approvazione dell'imperatore, i senatori di solito non votavano contro le leggi presentate dall'imperatore. Se un senatore disapprovava un disegno di legge, di solito mostrava il suo disaccordo non partecipando alla riunione del Senato nel giorno in cui il disegno di legge veniva votato. Ogni imperatore sceglieva un Questore per compilare gli atti del Senato in un documento (l'acta senatus), che comprendeva proposte di legge, documenti ufficiali e una sintesi dei discorsi che erano stati compiuti al Senato. Il documento veniva archiviato, mentre alcune parti di esso venivano pubblicate in un documento chiamato Acta diurna, cioè "faccende quotidiane", che veniva poi distribuito al popolo.

## Poteri

### Stato originale
Anche se le assemblee romane continuarono a radunarsi anche dopo la fondazione dell'Impero, i loro poteri furono trasferiti al Senato, e così i decreti senatoriali (senatus consulta) acquisirono pienamente il potere di legge. I poteri legislativi del Senato Imperiale erano principalmente di natura finanziaria e amministrativa, anche se il Senato mantenne un certo potere sulle province. Il Senato poteva anche regolare feste e culti religiosi, concedere onori speciali, fare in modo che un individuo (di solito l'imperatore) non avesse responsabilità legale, gestire i templi e giochi pubblici ed emanare leggi fiscali (ma solo con il tacito consenso dell'imperatore). Tuttavia, non aveva alcuna reale autorità né sulla religione di Stato né sui terreni pubblici.
Abbiamo già visto che nel corso della prima età imperiale romana tutti i poteri giudiziari che erano detenuti dalle assemblee romane furono trasferiti anche al Senato. Ad esempio, il Senato ora aveva la giurisdizione dei processi penali. In questo caso, presieduti da un Console, i senatori costituivano la giuria ed il verdetto veniva pronunciato sotto forma di decreto, e, mentre un verdetto non poteva essere oggetto di ricorso, l'imperatore poteva perdonare un individuo condannato per un veto. Ogni provincia sotto la giurisdizione del Senato aveva il suo tribunale, e, su proposta di un Console, le decisioni di questi tribunali provinciali potevano essere oggetti di ricorso al Senato.
In teoria il Senato eleggeva il nuovo imperatore, mentre in unione con le assemblee popolari gli conferiva il potere di comando (imperium). Dopo che un imperatore era morto o aveva abdicato, il Senato spesso lo divinizzava, anche se a volte avrebbe dovuto essere emanato un decreto (damnatio memoriae), che avrebbe tentato di cancellare ogni traccia di quello che aveva fatto l'imperatore della vita di Roma, come se non fosse mai esistito. L'imperatore Tiberio trasferì tutti poteri elettorali dalle assemblee al Senato, e, mentre teoricamente il Senato eleggeva i nuovi magistrati, era sempre necessaria l'approvazione dell'imperatore prima della formalizzazione dell'elezione. Nonostante questo, però, la questione delle elezioni rimase fortemente contestata e vigorosamente combattuta.

### Evoluzione nel tempo

#### Diocleziano

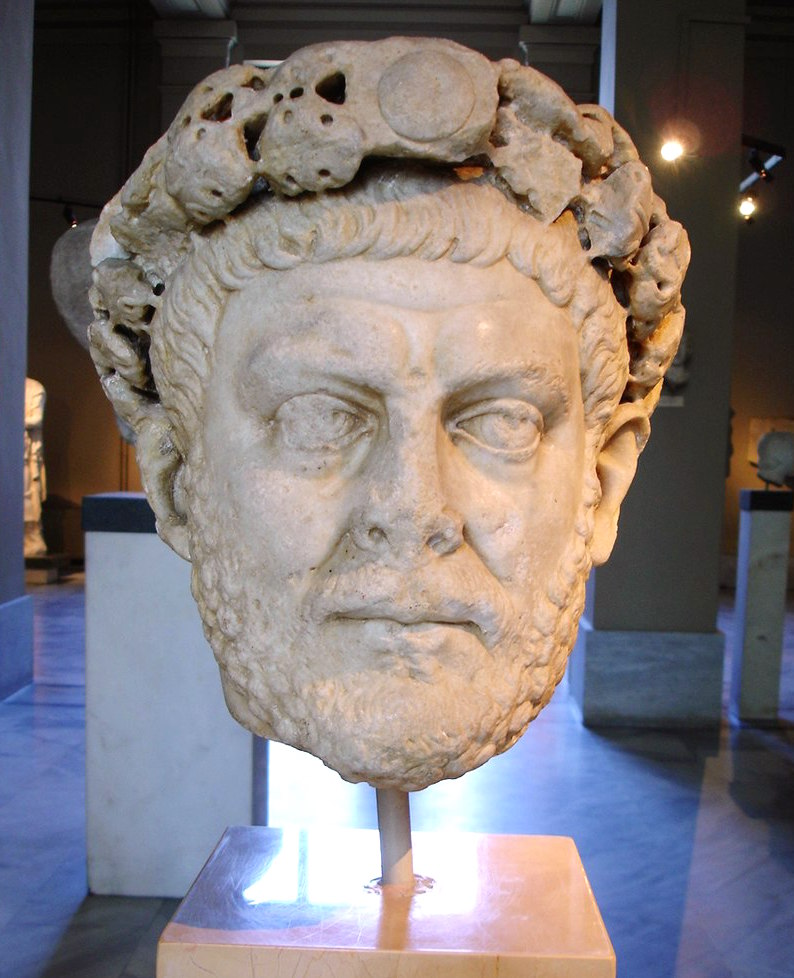
Busto di Diocleziano

Intorno al 300 d.C. l'imperatore Diocleziano emanò una serie di riforme costituzionali. In una riforma Diocleziano affermava il diritto dell'imperatore di assumere il potere anche senza il consenso del Senato, privando così questo del suo status di ultimo depositario del potere supremo. Le riforme di Diocleziano posero fine a qualunque illusione che era rimasta sui poteri autonomi legislativi, giudiziari o elettorali del Senato. Questo, tuttavia, mantenne i suoi poteri legislativi sui giochi pubblici a Roma, oltre all'ordine senatorio. Il Senato inoltre conservò il potere di indagare sui casi di tradimento e quello di eleggere alcuni magistrati, ma solo con il permesso dell'imperatore. Negli ultimi anni dell'Impero, il Senato tentò più volte di nominare un proprio imperatore, come ad esempio nel caso di Eugenio, che fu poi sconfitto dalle forze fedeli a Teodosio I. Il Senato rimase l'ultimo baluardo della tradizionale religione romana di fronte alla diffusione del cristianesimo, e più volte tentò di facilitare il ritorno dell'Altare della Vittoria (rimosso precedentemente da Costanzo II) alla curia.

#### Invasioni barbariche e riforme bizantine
Dopo la caduta dell'Impero Romano d'Occidente il Senato continuò a riunirsi sotto il capo barbaro Odoacre e poi sotto Teodorico il Grande, fondatore del Regno degli Ostrogoti. L'autorità del Senato fu aumentata notevolmente dai capi barbari che cercavano di proteggerlo. Questo periodo fu caratterizzato dal sorgere di importanti famiglie senatoriali romane come gli Anici, mentre il capo del Senato, il princeps senatus, spesso era il fedele servitore del capo barbaro. È noto che il Senato installò Laurenzio come antipapa nel 498, nonostante il fatto che sia il re Teodorico sia l'imperatore Anastasio preferissero Papa Simmaco.

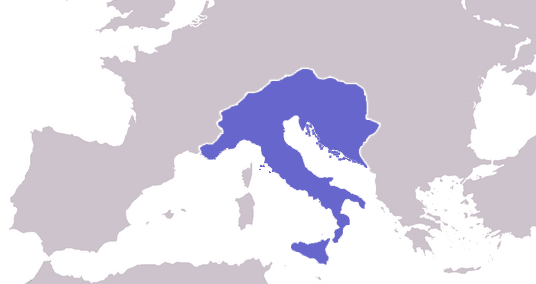
Regno di Teodorico il Grande

La coesistenza pacifica di romani e barbari all'interno del Senato continuò fino all'avvento del capo ostrogoto Teodato, che iniziò una rivolta contro l'imperatore Giustiniano I e catturò i senatori come ostaggi. Diversi senatori furono giustiziati nel 552 come vendetta per la morte del re ostrogoto Totila. Dopo Roma venne riconquistata dall'Impero bizantino ed il Senato venne ricostituito, ma l'istituzione (come anche Roma stessa) era stata indebolita dalla lunga guerra tra Bizantini e Ostrogoti. Molti senatori erano stati uccisi e molti di coloro che erano fuggiti in Oriente scelsero di rimanere lì grazie ad una legislazione favorevole proposta dall'imperatore Giustiniano, che tuttavia abolì quasi tutti gli uffici senatoriali in Italia.

#### Declino
L'importanza del Senato romano così declinò rapidamente. Nel 578 e nel 580, il Senato mandò dei messaggeri a Costantinopoli che portarono 3.000 libbre d'oro come omaggio al nuovo imperatore Tiberio II Costantino insieme ad una richiesta di aiuto contro i Longobardi che avevano invaso l'Italia dieci anni prima. Papa Gregorio I, in un sermone del 593 (Senatus deest, or.18), si lamentava della scomparsa quasi totale dell'ordine senatorio e del declino della prestigiosa istituzione. Non è chiaramente noto quando il Senato romano scomparve in occidente, ma si sa dal registro gregoriano che il Senato ordinò delle nuove statue dell'imperatore Foca e dell'imperatrice Leonzia nel 603. L'istituzione deve essere scomparsa nel 630, quando la Curia fu trasformata in chiesa da papa Onorio I. Il Senato continuò ad esistere a Costantinopoli, capitale dell'Impero romano d'Oriente, fino a che scomparve nella metà del XIV secolo.